# Torrent de la Guineu
|  | Aquest article tracta sobre l'antic torrent. Vegeu-ne altres significats a «Barri de Navas». |

El Torrent de la Guineu és un torrent barceloní. Neix al Guinardó, al que dona nom: guineu i guinarda, en català antic, tenen la mateixa arrel i el mateix significat. També és una referència important pel barri de Navas.
És l'accident geogràfic més important del barri. Aquest torrent servia per marcar la divisòria entre els municipis de Sant Martí de Provençals i Sant Andreu de Palomar. A la seva capçalera tenia tres ramals que s'unificaven prop de l'actual plaça Carles Cardó i Sanjoan. El més important era el que sortia de la fondalada de la font del Cuento i baixava entre el carrer Art i Rambla de la Muntanya. Una altra baixava des del carrer Ercilla i passava pel del Centre i el tercer ho feia per la plaça Catalana en direcció a la plaça Guinardó resseguint després els passatges Agregació i Artemis, aquest últim ja dins del barri de Navas.
El carreró del Torrent de la Guineu i la plaça de la Guineu al barri de Navas porten el seu nom. Un cop creuada aquesta plaça, el Torrent de la Guineu segueix aigües avall seguint més o menys el carrer d'Espronceda, fins a arribar als aiguamolls del Poblenou.